# Roxie Roker
Roxie Roker (28 de agosto de 1929-2 de diciembre de 1995) fue una actriz estadounidense, conocida principalmente por su innovador papel de Helen Willis en la sitcom The Jeffersons, como la esposa en el primer matrimonio interracial visto en la televisión de gran audiencia en los Estados Unidos. Ella también tenía un matrimonio así en la vida real. Roker era la madre del músico Lenny Kravitz, prima del presentador Al Roker y antigua suegra de la actriz Lisa Bonet.

## Biografía
Roxie Albertha Roker, cuyas raíces procedían de las Bahamas, nació en Miami, Florida, y se crio en el barrio de Brooklyn, en Nueva York. Estudió en la Universidad Howard, donde fue miembro del club dramático y de la fraternidad Alpha Kappa Alpha. 
Empezó su carrera profesional con la compañía teatral Negro Ensemble, convirtiéndose en una actriz teatral de éxito. Ganó un Premio Obie en 1974 y fue nominada a un Premio Tony por su retrato de Mattie Williams en la obra The River Niger.
Roker fue reportera de la cadena televisiva neoyorquina WNYW en la década de 1970. Presentó un programa de actualidad conocido como Inside Bedford-Stuyvesant (Brooklyn), en el cual se ocupaba de los eventos ocurridos en el vecindario de Brooklyn.
Para la televisión trabajó como artista invitada en diversos programas entre los años setenta y los noventa, entre ellos Punky Brewster, Hangin' with Mr. Cooper, A Different World, Murder, She Wrote, The Love Boat, 227, y Beat the Clock. También tuvo un pequeño papel en la miniserie Raíces y en la película Claudine.
Además de actuar, Roker se dedicó a trabajos comunitarios a favor de la infancia, recibiendo gracias a ello menciones por parte de la ciudad de Los Ángeles.
Roxie Roker estuvo casada con el productor televisivo Sy Kravitz entre 1962 y 1985, y tuvo con él a su hijo, Lenny Kravitz. Roker falleció en Los Ángeles el 2 de diciembre de 1995 a causa de un cáncer de mama. Tenía 66 años de edad. Fue enterrada en el Cementerio Southern Memorial Park de North Miami.